# إرشاد بواسطة الأقران
إن الإرشاد بواسطة الأقران منهج مستخدم في التربية الخاصة حيث يتم تدريب زملاء الطلاب المستهدفين على تقديم الإرشاد الضروري في الشؤون التربوية والسلوكية و/أو الاجتماعية (شان وآخرون, 2009). وفي الإرشاد بواسطة الأقران، قد يتوسط الزملاء عن طريق نمذجة السلوك السليم بأنفسهم باستخدام إجراءات التلقين لاستنباط السلوك السليم من الطلاب المستهدفين وتعزيزه حال حدوثه. ويتم اختيار الأقران المعلمين من الفصول الدراسية للطلاب المستهدفين، ويجري تدريبهم على الوساطة وتتم مراقبتهم عن كثب خلال عملية الوساطة. ومن بين المزايا التي تمت ملاحظاتها في هذا الأسلوب، إنه يستفيد من الطاقة الإيجابية الصادرة عن الأقران، وربما يجعل الطلاب المستهدفون أكثر اندماجًا مع زملائهم. وعلى العكس، فإن تطبيقه يستغرق وقتًا طويلاً، كما أنه يضع تحديات أمام القدرة على التأكد من اتباع الأقران للأساليب الصحيحة. ومع ذلك، فقد أوضحت الدراسات احتمال أن يكون هذا الأسلوب فعالاً عند تطبيقه على مجموعة كبيرة من الطلاب، بما في ذلك هؤلاء الطلاب الذين يعانون من اضطرابات طيف التوحد.

## الإجراءات
يتم اختيار طالب واحد أو عدد من الطلاب من فصل الطلاب المستهدفين ليدّرسوا لزملائهم. وقد اقترح جاريسون-هاريل وآخرون (كما ورد في شان وآخرين، 2009) طريقة منهجية لاختيار الأقران المشاركين في المعالجة، وذلك بناءً على حالتهم الاجتماعية وتقييم المعلم لهم. وطُلب من الطلاب تحديد أسماء ثلاثة زملاء يودون اللعب معهم في الملعب وثلاثة زملاء يرغبون في دعوتهم لحضور حفل وثلاثة آخرون يعتبرونهم أصدقاء جيدين لهم. وبعد ذلك، يقوم المعلمون باستعراض أعلى مرشحين واختيار الأقران المعلمين بناءً على مهاراتهم الاجتماعية واللغوية ونسبة حضورهم إلى المدرسة وسلوكهم داخل الفصل الدراسي.
ينبغي تدريب الطالب أو الطلاب المختارين كأقران بشكل جيد قبل بدء علاقات الرفاق، وأن يدركوا أهمية التدخل والأساليب التي يجب عليهم استخدامها. وربما يجسد المدربون السلوكيات أمام الأقران الذين سيقومون بدور المعلمين، كذلك يمكن أن يمثلوا أدوارًا معهم؛ حيث يسمحون لهم بتجربة أدوار الطرفين في علاقة الإرشاد بواسطة الأقران. وقد تتضمن طرق التدريب الأخرى وسائل بصرية وتعزيز التطبيق الصحيح وكتيبات إرشادية وتوجيهات من خلال مقاطع الفيديو. وبمجرد بدء علاقة الإرشاد بواسطة الأقران، يقدم الزميل المعلم ملاحظات دائمة ويراقب زميله طوال الوقت في أثناء استخدام التدخل. (شان وآخرون, 2009).

## نقاط القوة والقيود
توجد مزايا من استخدام منهج الإرشاد بواسطة الأقران كإستراتيجية للتدخل. أولاً، لا يوجد مطلقًا قصور في أعداد الأقران، وخاصةً عند تطبيق التدخل في المدرسة أو الفصل الدراسي. ثانيًا، يتأثر الطلاب من خلال التعلّم بالملاحظة، وذلك برؤية ما يفعله زملاؤهم. ثالثًا، عادةً ما يكون الطلاب أقل تخوفًا من الزملاء عن المعلمين، وهو ما يجعل التدريس وتقديم الملاحظات من الزملاء أكثر فعالية. رابعًا، ربما لا يقتصر هذا المنهج على توفير المزايا قصيرة المدى للتدخل فقط، وإنما يعمل أيضًا على تعزيز الروابط الاجتماعية لدى الطالب المستهدف داخل الفصل الدراسي. وأخيرًا، تم إجراء بحث بالاستعانة بأنواع مختلفة ومتعددة من المتعلمين، بما فيهم الطلاب الذين يعانون من صعوبات التعلم والاضطرابات السلوكية واضطراب فرط الحركة وقصور الانتباه، وقد أثبت أن منهج الإرشاد بواسطة الأقران ربما يكون فعالاً لشريحة عريضة من الطلاب (فوكس وفوكس, 2005; فلود وويلدر وفلود وماسودا, 2002).
في عام 2009، نشرت صحيفة بحث في اضطراب طيف التوحد (Research in Autism Spectrum Disorders) بحثًا أعده شان وآخرون، وتوصل هذا البحث إلى أن منهج الإرشاد بواسطة الأقران هو أسلوب التدخل الفعال مع الطلاب المصابين باضطرابات التوحد. واستعرض البحث 42 دراسة تمت الاستعانة فيها بمنهج الإرشاد بواسطة الأقران مع إجمالي 172 طالبًا مستهدفًا. وفي معظم الحالات (92%)، لم تُشخّص إصابة الأقران المعلمين أنفسهم بأمراض، على الرغم من معاناة بعض الأقران أنفسهم من صعوبات في التعلم أو اضطرابات سلوكية. وتم تشخيص معاناة الطلاب المستهدفين من اضطراب التوحد أو متلازمة أسبرجر أو الاضطرابات النمائية الشاملة غير المحددة. وكان الهدف الأكثر شيوعًا من التدخل هو العمل على زيادة التفاعل الاجتماعي بين الطالب المستهدف وزملائه. وحث الأقران الطلاب المستهدفين على اللعب واستخدام المهارات الحركية والتواصل (أودوم وسترين, 1986; كار ودارسي, 1990, كما ورد في شان وآخرين, 2009). وقد لُوحظ إحراز الطلاب المستهدفين تحسنًا واضحًا في التفاعل الاجتماعي في بعض الجوانب، مثل مشاركة أخذ الأدوار (هاربر وسايمون وفريا, 2008 كما ورد في شان وآخرين, 2009) والحفاظ على التفاعلات (هارينج وبرين, 1992، كما ورد في شان وآخرين، 2009) وإظهار العاطفة (راجلاند وآخرون., 1978 كما ورد في شان وآخرين, 2009). وعمومًا، أثبت منهج الإرشاد بواسطة الأقران فعاليته مع جميع المشاركين في 91% من الدراسات. أما الدراسات المتبقية، فقد كان التدخل فعالاً مع بعض المشاركين، وليس جميعهم.
لاحظ شان وآخرون (2009) بالفعل بعض القيود المفروضة على الإجراءات. فقد رأوا أن هذا المنهج يستغرق وقتًا طويلاً، ويكون في بعض الأحيان من الصعب تطبيقه، وخصوصًا لأن القائمين بعملية التعليم والتوجيه أطفال صغار وليسوا متخصصين مدربين (شان وآخرون، 2009). ولاحظوا أن الدراسات التي استعرضوها لا تتضمن بيانات حول كيفية اتباع الأقران المعلمين إجراءات التدخل.

## التطبيق في فصول التعليم العام
تم تطبيق أشكال متنوعة من الإرشاد بواسطة الأقران والتدخلات في مجموعة كبيرة من الأماكن على مدار عقود من الزمن. وأُجريت أبحاث حول البيئات التربوية وغير التربوية التي حققت نتائج إيجابية في كل من الإرشاد والتدخل. والجدير بالملاحظة أن إستراتيجيات الإرشاد بواسطة الأقران والتدخلات لم تكن مقصورة أو شاملة على التعليم أو التعليم الخاص، ولكنها أثبتت فعاليتها في كل منهما، بالإضافة إلى الفصول الدراسية الشاملة. وقد حدد كوليك وكوليك (1992) الخصائص التالية باعتبارها محورية لتطبيق منهج الإرشاد بواسطة الأقران بنجاح.
- التوقعات الخاصة بتعلم الطالب. يجب على المعلمين وضع مستويات مرتفعة من التوقعات. ولا يُتوقع من أي طالب الإخفاق في الوصول لمستوى التعلم المطلوب لينجح في المستوى التعليمي التالي.
- التعريف الدقيق بالدروس. يجب على المعلمين وصف علاقة الدرس الحالي بالدراسة السابقة بوضوح. ويتم تذكير الطلاب بالمفاهيم الأساسية أو المهارات التي تم تناولها سابقًا.
- إبداء توجيهات واضحة ومركزة للمشاركين.
- مراقبة المعلم الدقيقة للتقدم الذي يحرزه الطالب. يقوم المعلمون بانتظام بإجراء مراقبة رسمية وغير رسمية لمستوى تعلم الطالب. ويجب أن يطالب المعلمون الطلاب بتحمل مسؤولية نتائجهم وتعلمهم.
- إعادة شرح الدرس. إذا ظهر على الطلاب علامات الالتباس أو التفسير الخطأ أو الفهم الخطأ، فإن المعلم يتحمل حينها مسؤولية إعادة شرح الدرس لهم.
- استغلال وقت الفصل في التعلم. يجب على الطلاب تنظيم سرعة تحصيلهم الدراسي وأن تتم مراقبتهم لحين إكمال المهام.
- التفاعل الإيجابي والشخصي بين الطالب والمعلم. تُعد إستراتيجيات الإرشاد بواسطة الأقران والتعليم التعاوني أساليب تدريس محل اختيار في العديد من الفصول الدراسية؛ حيث تميزت بقدرتها على منع وتخفيف حدة العديد من المشكلات الاجتماعية المتعلقة بالأطفال والمراهقين والشباب.